# Józef Jerzy Hawryłkiewicz
Józef Jerzy Hawryłkiewicz herbu Krzywda – pisarz grodzki lidzki w 1771 roku, sędzia grodzki lidzki w latach 1766–1771, skarbnik lidzki w latach 1760–1761, wójt lidzki do 1771 roku.